# Севастополь (стадион)
«СКС-Арена» — футбольный стадион в городе Севастополь. Стадион является домашней ареной клуба «Севастополь».
Весной 2010 года была проведена реконструкция стадиона, были заменены часть деревянных скамеек на пластиковые сиденья, отремонтированы раздевалки, душевые, судейские комнаты и т.д в соответствии с нормативами Первой лиги Украины. В результате чего вместимость стадиона стала 6000 мест, вместо 3500 первоначальных.

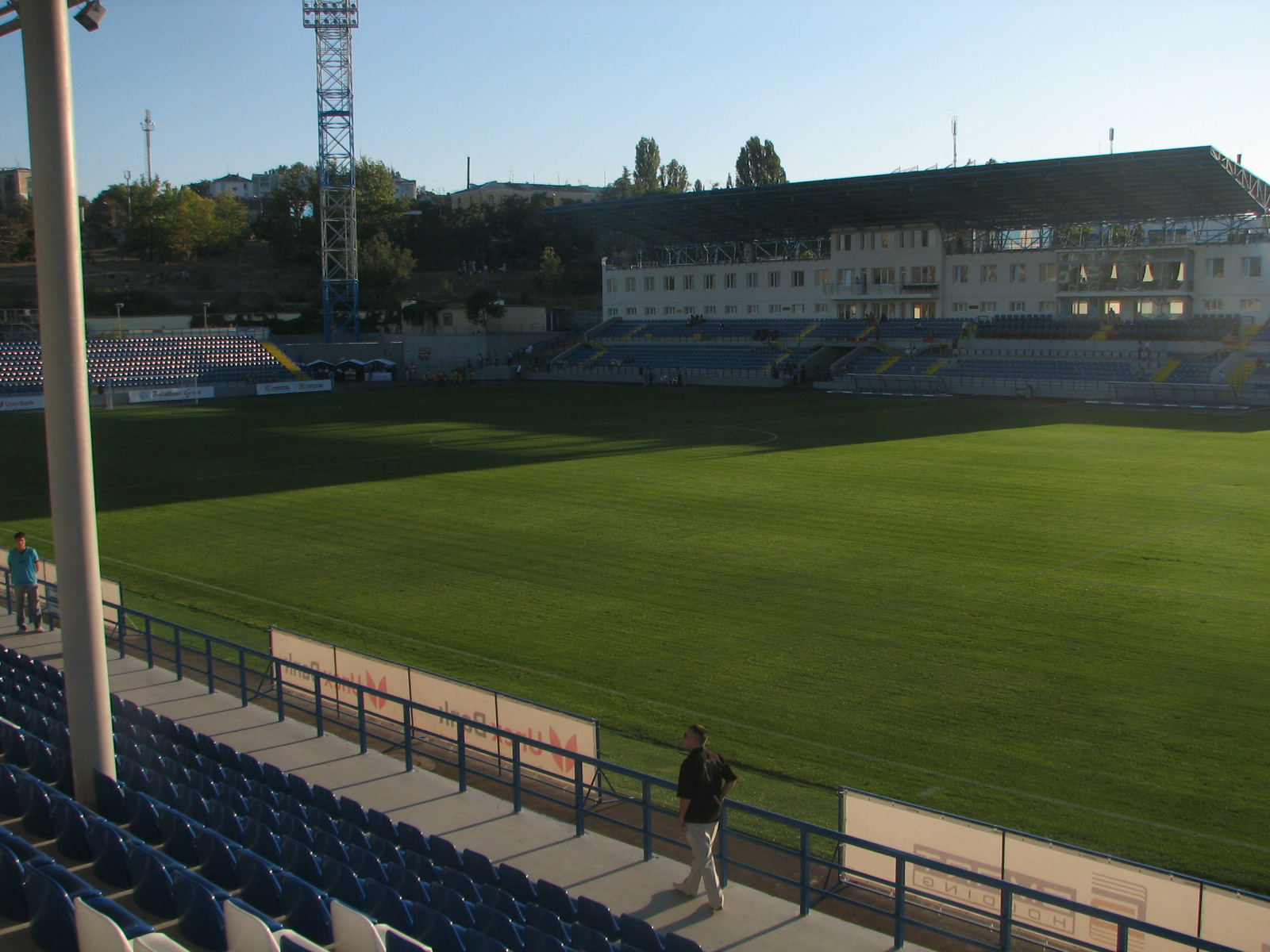
Сентябрь 2011 года

В 2011 году стадион был полностью реконструирован. Были построены три дополнительных трибуны, заменены мачты освещения, в результате чего стадион теперь полностью соответствует требованиям ФИФА и УЕФА, а новая вместимость составляет 5576 мест.
В сезоне 2012/13 в чемпионате Украины среди команд Первой лиги, ФК «Севастополь» вышел в Премьер-лигу.
Летом 2009 года президент клуба «Севастополь» Александр Красильников предложил выкупить стадион под собственность городского совета.

## Матчи
В 2002—2003 годах матчи чемпионата Украины на стадионе проводила симферопольская «Таврия», причём в 12 сыгранных матчах команда ни разу
не проиграла.
| № п/п | Дата            | Команда-хозяин | Команда-соперник | Счёт | Количество зрителей |
| ----- | --------------- | -------------- | ---------------- | ---- | ------------------- |
| 1     | 26 октября 2002 | «Таврия»       | «Металлист»      | 2:0  | 4500                |
| 2     | 9 ноября 2002   | «Таврия»       | «Карпаты»        | 1:0  | 5000                |
| 3     | 16 марта 2003   | «Таврия»       | «Арсенал»        | 1:0  | 5200                |
| 4     | 6 апреля 2003   | «Таврия»       | «Днепр»          | 3:2  | 6000                |
| 5     | 20 апреля 2003  | «Таврия»       | «Ильичёвец»      | 0:0  | 6000                |
| 6     | 4 мая 2003      | «Таврия»       | ФК «Александрия» | 3:1  | 2500                |
| 7     | 17 мая 2003     | «Таврия»       | «Ворскла»        | 3:2  | 3000                |
| 8     | 28 мая 2003     | «Таврия»       | «Волынь»         | 1:1  | 3000                |
| 9     | 15 июня 2003    | «Таврия»       | «Шахтёр»         | 3:3  | 7500                |
| 10    | 17 июля 2003    | «Таврия»       | «Металлург» Д    | 1:1  | 5800                |
| 11    | 3 августа 2003  | «Таврия»       | «Волынь»         | 1:0  | 5000                |
| 12    | 31 августа 2003 | «Таврия»       | «Арсенал»        | 1:1  | 5000                |

На стадионе также проходили матчи Кубка Украины при участии команд из Севастополя.
| № п/п | Дата             | Команда-хозяин             | Команда-соперник              | Счёт           | Количество зрителей |
| ----- | ---------------- | -------------------------- | ----------------------------- | -------------- | ------------------- |
| 1     | 3 марта 1996     | «Чайка» (Севастополь)      | «Торпедо» (Запорожье)         | 0:1            | 1500                |
|       | 14 июля 1997     | «Черноморец» (Севастополь) | «Динамо» (Одесса)             | −:+            |                     |
| 2     | 25 августа 1998  | «Черноморец» (Севастополь) | «Титан» (Армянск)             | 0:1            | 300                 |
| 3     | 10 августа 2002  | ПФК «Севастополь»          | «Черноморец» (Одесса)         | 0:6            | 3200                |
| 4     | 10 августа 2003  | ПФК «Севастополь»          | «Кривбасс» (Кривой Рог)       | 3:4            | 3600                |
| 5     | 7 августа 2004   | ПФК «Севастополь»          | «Нефтяник-Укрнефть» (Ахтырка) | 0:2            | 1200                |
| 6     | 11 августа 2006  | ПФК «Севастополь»          | «Нефтяник-Укрнефть» (Ахтырка) | 2:0            | 2000                |
| 7     | 20 сентября 2006 | ПФК «Севастополь»          | «Волынь» (Луцк)               | 3:0            | 3500                |
| 8     | 25 октября 2006  | ПФК «Севастополь»          | «Металлург» (Донецк)          | 4:1            | 6000                |
| 9     | 1 декабря 2006   | ПФК «Севастополь»          | «Шахтёр» (Донецк)             | 0:1            | 5000                |
| 10    | 26 сентября 2007 | ПФК «Севастополь»          | «Металлист» (Харьков)         | 1:3            | 4800                |
| 11    | 6 августа 2008   | ПФК «Севастополь»          | «Феникс-Ильичёвец» (Калинино) | 1:2 дв         | 3000                |
| 12    | 22 августа 2012  | ФК «Севастополь»           | «Буковина» (Черновцы)         | 1:0            | 5560                |
| 13    | 23 сентября 2012 | ФК «Севастополь»           | «Кривбасс» (Кривой Рог)       | 2:1            | 5563                |
| 14    | 17 апреля 2013   | ФК «Севастополь»           | «Таврия» (Симферополь)        | 1:1 (пен. 4:1) | 5800                |
| 15    | 8 мая 2013       | ФК «Севастополь»           | «Шахтёр» (Донецк)             | 2:4            | 5576                |